# ۸۲۹ (میلادی)
۸۲۹ (میلادی) هشتصد و بیست و نهمین سال تقویم میلادی است.

## رویدادها
- میخائیل دوم، امپراتور بیزانس می‌میرد و پسرش تئوفیلوس جانشین او می‌شود.

## درگذشتگان
- ۲ اکتبر - میخائیل دوم، امپراتور بیزانس

‎